# Chiesa di San Martino (Leffe)
La chiesa di San Martino è un luogo di culto cattolico di Leffe in provincia e diocesi di Bergamo, fa parte del vicariato di Gandino.

## Storia

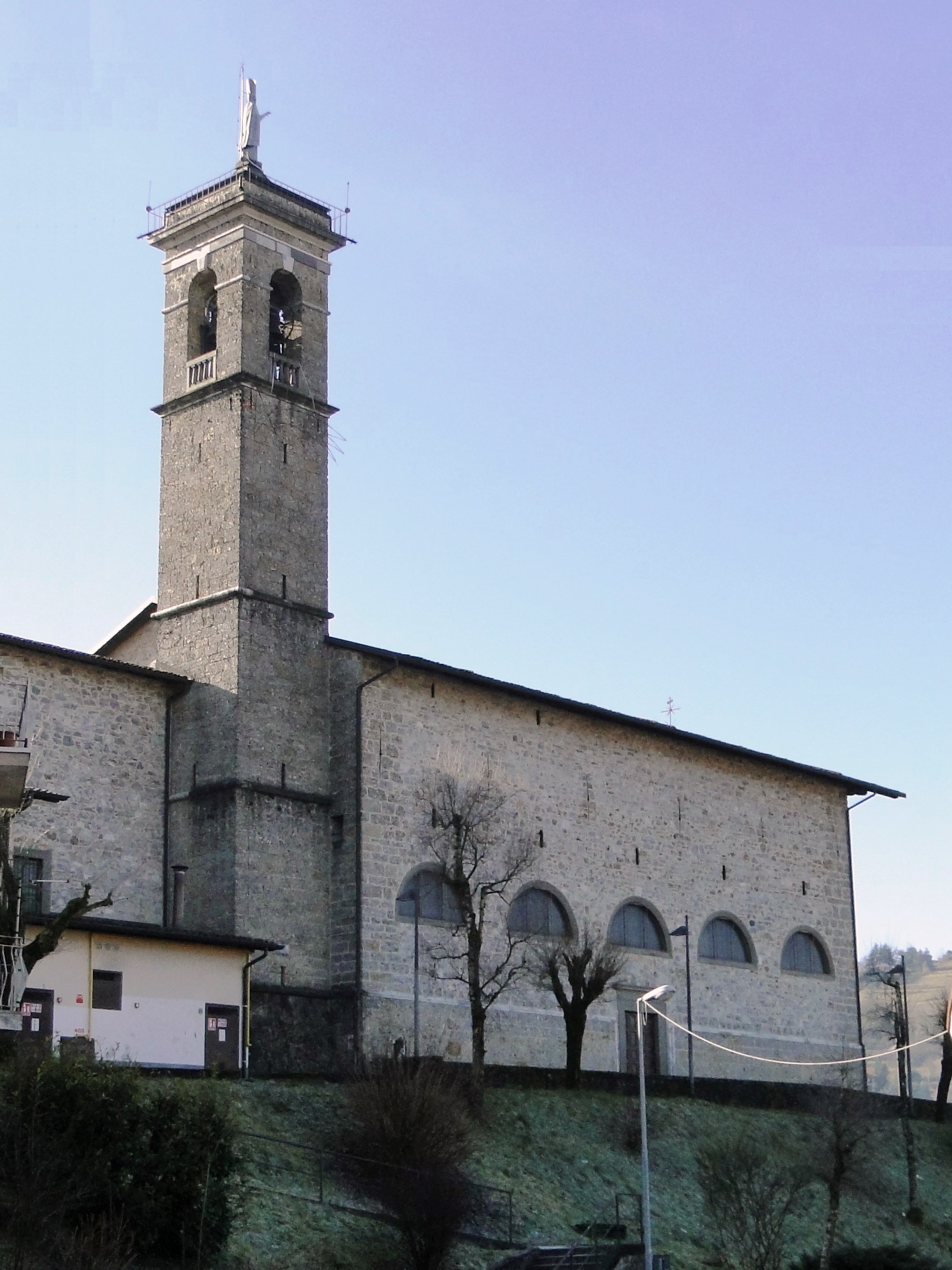
Chiesa di San Martino lato a nord

La chiesa, intitolata a san Martino vescovo di Tours, ha una storia molto antica: la tradizione la vorrebbe già presente sul territorio di Leffe nel 774, anno in cui il territorio fu occupato dai Franchi. Difficile trovare documentazione che confermi questo, ma potrebbe la sua fondazione risalire alla presenza sul territorio dell'alta val Seriana di un gruppo di monaci di San Martino di Tours presenti sia in val Camonica che nell'alta val Seriana, la devozione dal santo nasce proprio dall'imperatore dei franchi Carlo Magno. La prima citazione della chiesa sarebbe inserita nello statuto del 1263 conservato negli archivi del comune di Leffe. La chiesa fu nuovamente citata in un documento del 1336.
Nell'autunno del 1575 san Carlo Borromeo arcivescovo di Milano, visitò il territorio leffese e dell'11 ottobre è la relazione. Dal documento si evince che la chiesa in precedenza era parrocchiale e poi, pare per comodità dei fedeli, sussidiaria della chiesa di San Michele. L'edificio era a unica navata con copertura in tavole di legno a vista e con tre altari dedicati a san Martino, santa Lucia e san Berardino. Il Borromeo ordinò anche alcune modifiche per il decoro della chiesa, che lasciano intendere che l'aula era di piccole dimensioni, infatti viene ordinato di chiudere i due altari minori perché troppo piccoli e senza possibilità di essere ampliati, mentre l'altare maggiore dedicato al santo titolare necessitava di nuovi arredi. Verso la fine del XVI secolo la popolazione fu invitata a ricostruire completamente la chiesa in dimensioni maggiori, e Alessio de Moscanibus, convisitatore dell'arcivescovo milanese l'8 settembre 1584, dettava al notaio Giuseppe Patirani di Gandino le sue disposizioni testamentarie, tra cui cinque scudi d'oro da versare entro due anni dalla sua morte alla chiesa di San Martino amore Dei in rimedium animae suae. 
Il progetto di ricostruire l'edificio ebbe un arresto perché il vescovo Giovanni Battista Milani nella visita pastorale del 5 agosto 1594 impose la ricostruzione della chiesa parrocchiale di San Michele. L'antico edificio fu consacrato dal vescovo Giovanni Emo.

Solo nel 1616 fu demolito il primitivo edificio e ebbe inizio la completa ricostruzione. I lavori iniziarono l'anno successivo come indicato nell'epigrafe posta sulla torre campanaria. La povertà del territorio e la peste del 1630 bloccarono per un periodo i lavori che furono ripresi nel 1635 e terminati l'anno successivo. La costruzione del nuovo ampio sagrato dove vi era la zona cimiteriale obbligò la collaborazione con il comune che costruì un nuovo cimitero lasciando liberi gli spazi presso il nuovo edificio di culto, soluzione accettata anche se ormai le famiglie nobili e le confraternite avevano predisposto luoghi per la sepoltura nella pavimentazione dei nuovi altari. Nel 1650 con atto notarile, fu firmato l'accordo per il cambio di terreni. Il vescovo di Bergamo Daniele Giustiniani visitò la chiesa nel 1666 e dagli atti si evince che vi erano sette altari e la congregazione di sant'Orsola. Due anni dopo il vescovo tornò a consacrate il nuovo edificio, come indicato nell'epigrafe posta sopra l'ingresso principale.
(Epigrafe posta sull'ingresso)

## Descrizione

### Esterno
L'edificio di culto, dal classico orientamento liturgico, è preceduto da un ampio sagrato con pavimentazione in pavé, anticipato dalla gradinata che lo unisce alla viabile cittadina. Il fronte principale, a capanna con ampio sporto di gronda, è semplice in pietra a spacco, e presenta un'alta zoccolatura sempre in ceppo locale che segue nelle pareti laterali. Il portale, anticipato da tre gradini, presenta una cornice in arenaria composta da due colonne che reggono il timpano triangolare spezzato con un cartiglio che riporta l'intitolazione: D.V. MARTINO - HAEC DOMUS DEI - ET PORTA COELI - MDCXXXV.
La parte superiore ospita una bifora con contorno in pietra di Sarnico atta a illuminare l'aula, con gocciolatoio e decoro a timpano spezzato con cimasa dove è raffigurato il simbolo eucaristico. Le aperture laterali sono poste nella parete a sud complete di contorno in pietra di Sarnico. Questa parte ospita un frammento in marmo bianco raffigurante la testa di un angioletto risalente alla chiesa primitiva.

### Interno
L'interno a unica navata a pianta rettangolare e con volta a crociera, presenta cinque campate con relative cappelle, divise da lesene complete di basamento e coronate da capitelli con volute, che reggono la trabeazione e il cornicione praticabile che percorre tutta l'aula fino al coro. La pavimentazione in marmo risale al 1983. La volta della navata è stata ridipinta nei primi anni del XX secolo. La navata è illuminata dalle cinque aperture poste sopra ogni cappella.

#### Altari
Lato destro della navata:
- la prima cappella a destra della navata è dedicata al Suffragio dei morti, ed era retta dalla confraternita dei Morti. Si presenta con il voltino decorato con l'affresco raffigurante gli angeli musicanti. L'altare è in marmo nero con intarsi a forma di teschio e tibie in marmo bianco. Il tabernacolo conserva sante reliquie. L'ancona si compone da due piccole colonne che reggono il timpano curvo spezzato con cimasa con altorilievo raffigurante il soggetto dei morti con festoni. La tela Madonna col Bambino in gloria con sant'Antonio e una consorella della confraternita che versa acqua a sollievo delle anime purganti, è opera di ignoto;
- la seconda cappella a destra dedicata a sant'Antonio apostolo aveva il giuspatronato della famiglia Mosconi di Leffe. Cristoforo Mosconi l'aveva commissionata nel XVII secolo. La mensa presenta intarsi in onice e l'ancona è completa da colonne in alabastro complete di capitelli corinzi che reggono il timpano curvo spezzato dove sono poste le statue in stucco di san Marco evangelista e due angeli. Il dipinto di autore ignoto raffigura il santo titolare con la croce decussata del suo martirio, in lontananza l'episodio evangelico di Cristo sulla barca con gli apostoli;
- la terza cappella è dedicata agli ingressi laterali;
- la quarta cappella è intitolata alla Madonna del Carmine in l'altare marmoreo e l'ancona ha due colonne tortili in marmo con i misteri del rosaio e la statua della Madonna da vestire posta nella nicchia;
- la quinta cappella a destra è priva di altare.

Lato sinistro della navata:
- la prima cappella è dedicata all'Assunta in cielo. L'altare godeva del giuspatronato degli eredi di Martoni Mosconi ed era stato offerto da alcuni benefattori leffesi. L'ancona in legno è particolarmente ricca con colonne decorate con viticci e grappoli d'uva in oro che riprendono il decoro della cantoria. Le colonne reggono la trabeazione con timpano dove sono posti due angeli semisdraiati e il Dio benedicente centrale. La pala centinata, è copia del dipinto di Rubens Assunzione;
- la seconda cappella è intitolata a san Bernardino da Siena e godeva del giuspatronato della famiglia Pezzoli. L'altare ligneo ospita come pala il dipinto votivo raffigurante Santi Bernardino, Giuliano e Fermo in adorazione dell'eucaristia datato 1635 come voto di Bernardino Pezzoli e realizzato da Tomaso Pombiolo;
- la terza ospita l'ingresso laterale;
- la quarta campata è dedicata a santa Orsola vergine e martire retta dalla compagnia delle orsoline. L'altare in marmi policromi verdi e rossi e bianchi completo di ancona lignea coronato da una testa d'angelo. Nella nicchia è collocata la statua della titolare;
- la quinta è intitolata a san Giovanni Bosco con altare del 1960, ed ospita la statua del santo e di san Domenico Savio. La statua di san Martino vescovo è posta sopra la porta della sagrestia, mentre quella di san Luigi Gonzaga è collocata sopra l'ingresso del campanile.[8]

#### Presbiterio
La zona presbiteriale, di misura inferiore rispetto alla navata, è anticipata dall'arco trionfale, dove è presente l'affresco raffigurante Cristo deposto dalla croce trasportato dagli angeli e sopraelevata da tre gradini. La parte è illuminata da due finestre laterali inserite in uno sfondato dalla doppia misura delle stesse. Il coro è a parete liscia, affrescato da Umberto Mariglini nel Novecento, e ospita il grande dipinto Trionfo di Maria tra uno stuolo di santi e sante opera firmata da Tomaso Pombioli detto il Conciabracci: TOMAS POMBIOLUS CREMONESE PINGEBAT 1636.
L'altare maggiore, in marmo nero grigio e giallo, fu posto nella chiesa nel 1735. La mensa è rialzata da tre gradini e sono tre le alzate del dossale per l'esposizione delle sante reliquie, con quattro colonnine tortili che separano i pannelli in rame dorato che le conservano. Il tempietto della tribuna è composto su due ordini e coronato dalla cupoletta; il tabernacolo è posto nell'ordine inferiore con portelle in bronzo raffiguranti Cristo posto sul sepolcro sorretto da un angelo, mentre l'ordine superiore ha una piccola edicola aperta sui quattro lati. Completano la tribuna quattordici colonnine in marmo giallo ornate da teste di angioletti in marmo bianco e sei statuette in bronzo opere di Giovanni Antonio Carra.

Il presbiterio è completato con il banco dei parati in legno di noce opera di artigiani locali, così come il coro ligneo.
Sul lato destro vi è la cantoria in legno scolpito e decorato con angioletti e viticci dorati. Due grandi colonne laterali reggono il timpano curvo spezzato dove è posto l'immagine di Dio Padre. Il parapetto è completo di cariatidi dorate. L'organo è opera del 1771 di Gaetano Callido, restaurato nel 1942. Il lato sinistro presenta un'ulteriore cantoria di minor qualità che ospita la tela Nozze di Cana firmata F. Turla Nello.